# 広島市立図書館
広島市立図書館（ひろしましりつとしょかん）は、広島市立の図書館の総称。蔵書数は約220万冊。2022年4月1日から2027年3月31日まで5年間、公益財団法人広島市文化財団が指定管理者の指定を受け運営している。

## 運営されている図書館
中区に、広島県中央図書館に指定されている広島市立中央図書館及び児童書専門の広島市こども図書館が、南区に漫画専門の広島市まんが図書館が、安佐南区に漫画専門の広島市まんが図書館あさ閲覧室が設置されている。
広島市内の各区には区図書館が設置され、2005年に湯来町を合併した時に湯来町河野図書館が広島市立佐伯区図書館 湯来河野閲覧室と名称を改めて運営されている。
また、映像専門の広島市映像文化ライブラリーもある。
図書館の位置づけとして、広島市立中央図書館と広島市こども図書館が独立した図書館で、中央図書館の下に各区の図書館と、広島市まんが図書館が分館としてある。
また、閲覧室の形で、広島市まんが図書館の閲覧室としてあさ閲覧室が、広島市立佐伯区図書館の閲覧室として湯来河野閲覧室がある。
広島市立中央図書館では児童書の扱いはなく、近くの広島市こども図書館で扱っているが、各区の図書館は中央図書館の分館の扱いであるが、児童書についても扱っている。
また、漫画については、まんが図書館と、あさ閲覧室のみで扱っている。
- 広島市立中央図書館（総合図書館）
  - 広島市立中区図書館（区図書館）
  - 広島市立東区図書館（区図書館）
  - 広島市立南区図書館（区図書館）
  - 広島市立西区図書館（区図書館）
  - 広島市立安佐南区図書館（区図書館）
  - 広島市立安佐北区図書館（区図書館）
  - 広島市立安芸区図書館（区図書館）
  - 広島市立佐伯区図書館（区図書館）
    - 湯来河野閲覧室（区図書館）

  - 広島市まんが図書館（漫画専門図書館）
    - あさ閲覧室（漫画専門図書館）

- 広島市こども図書館（児童書専門図書館）

- 広島市映像文化ライブラリー（映像専門）

以上の表の文字下げについては、図書館の位置づけを示している。

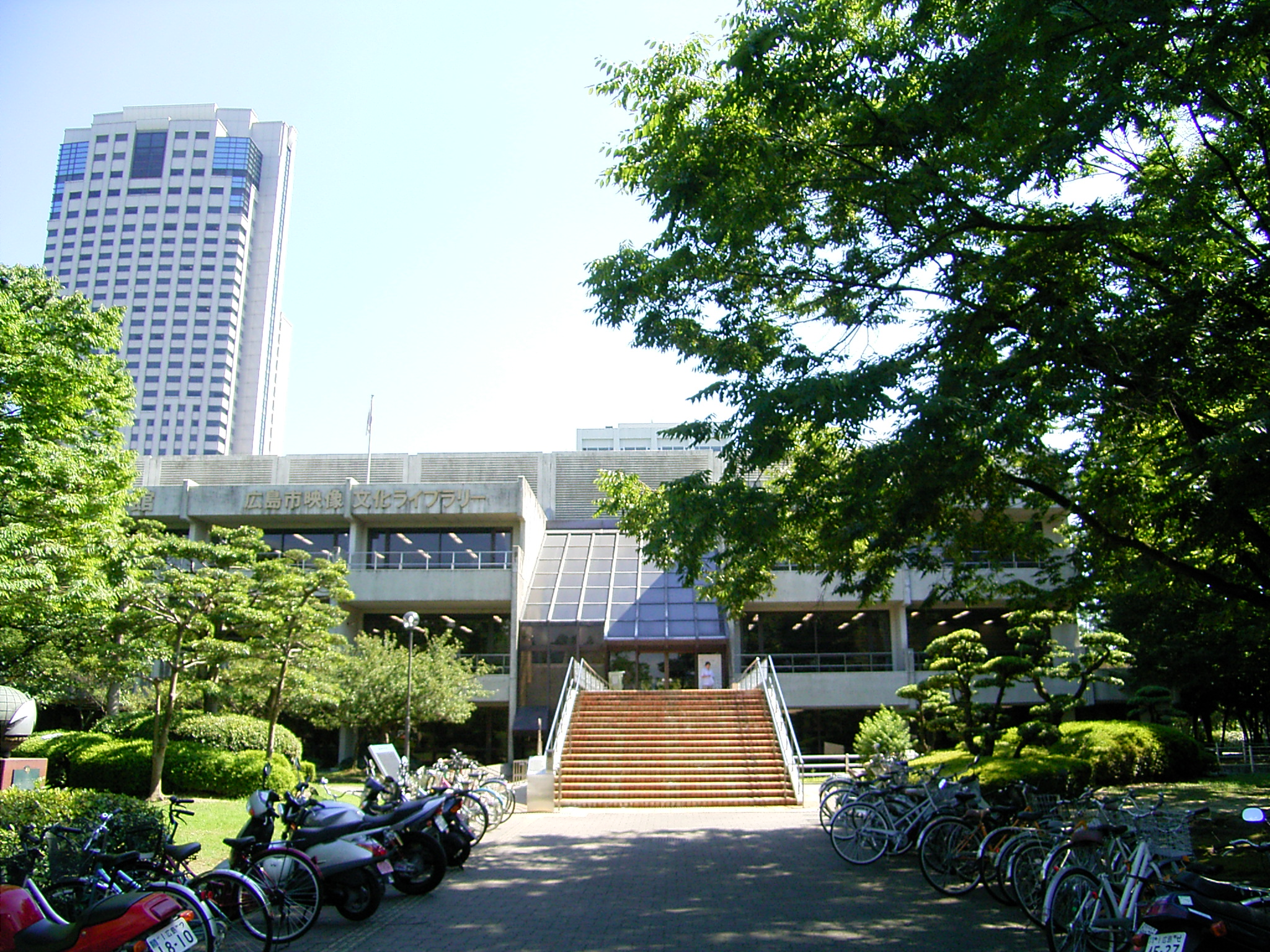
中央図書館
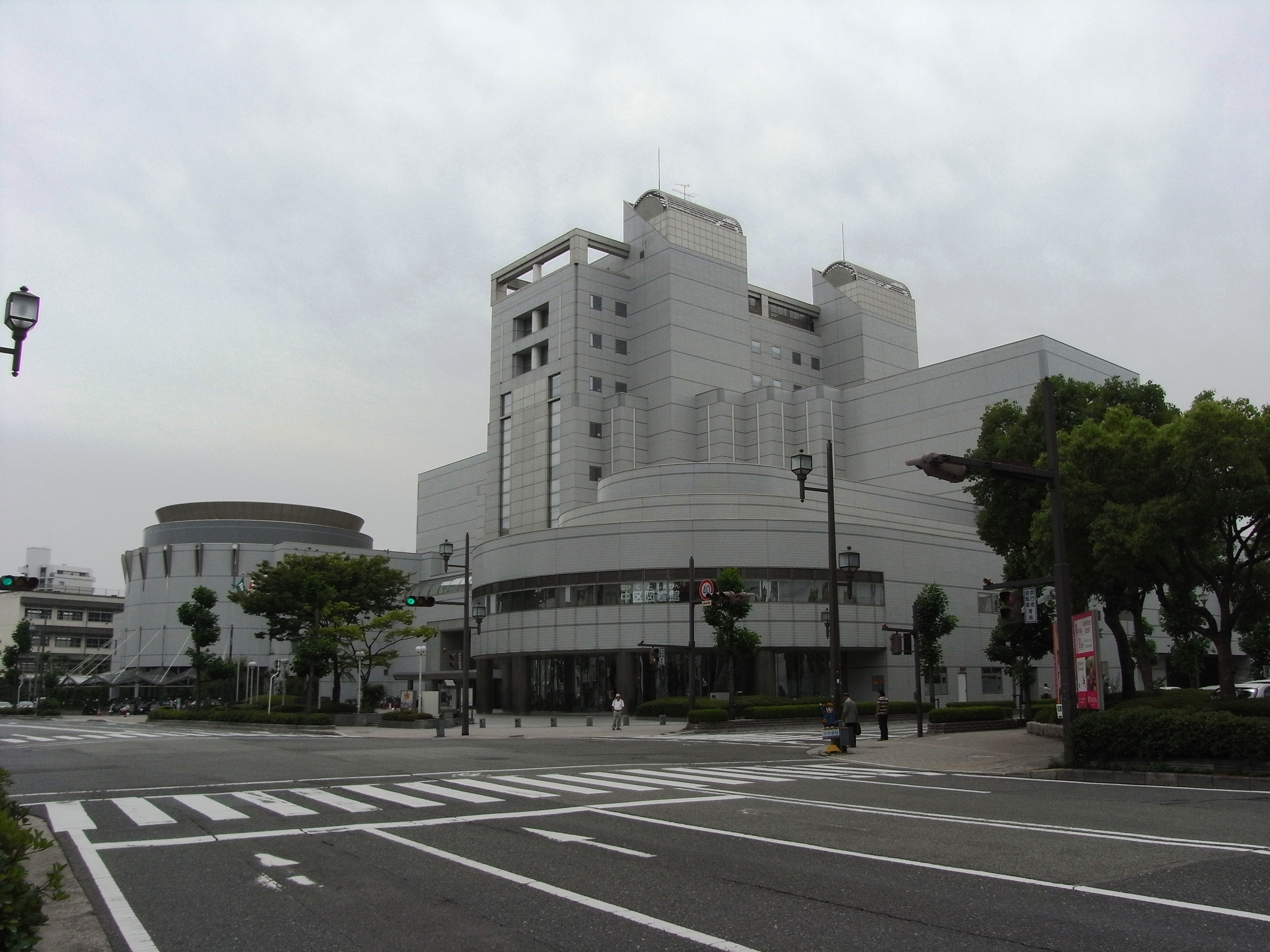
中区図書館
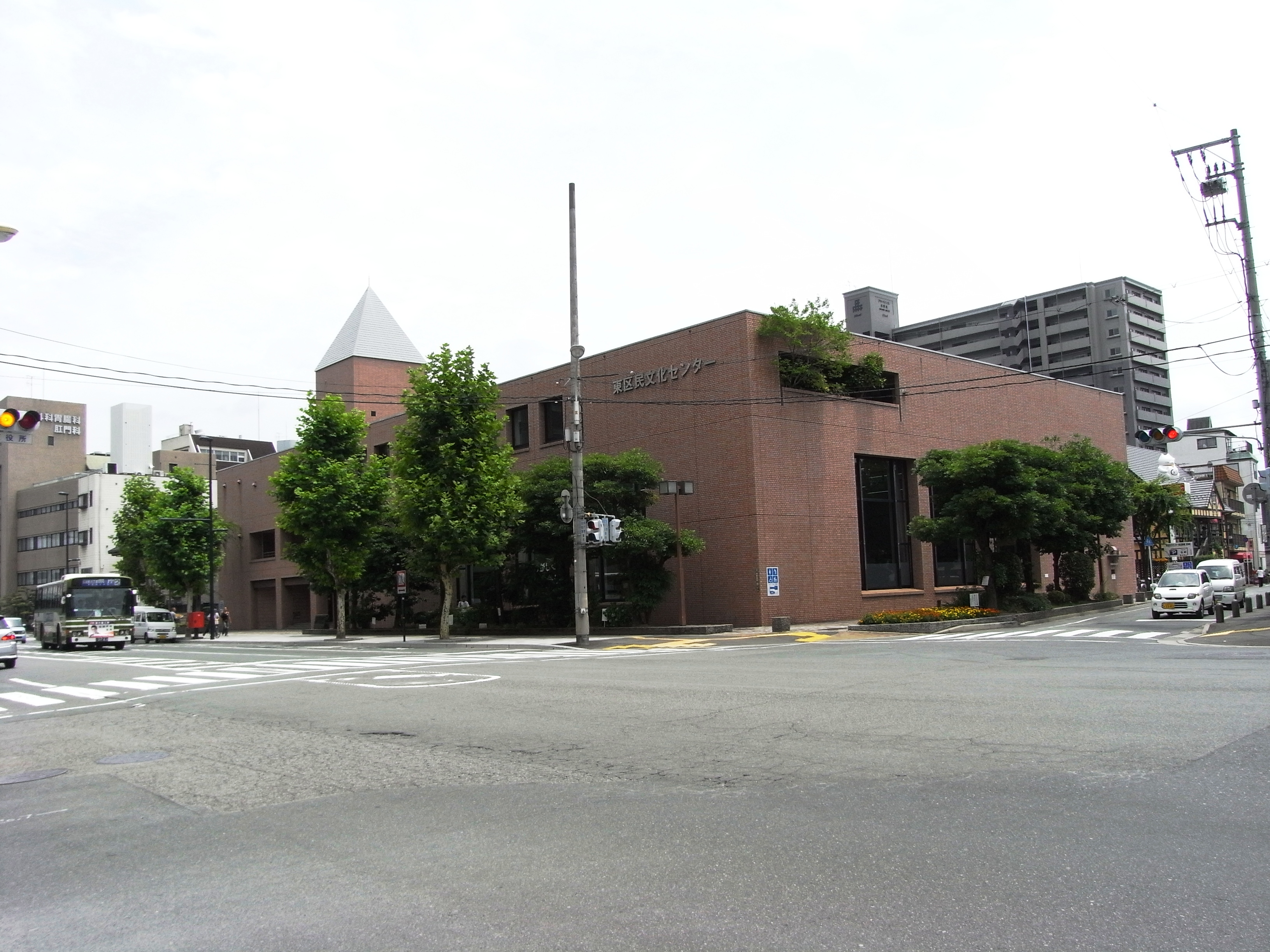
東区図書館
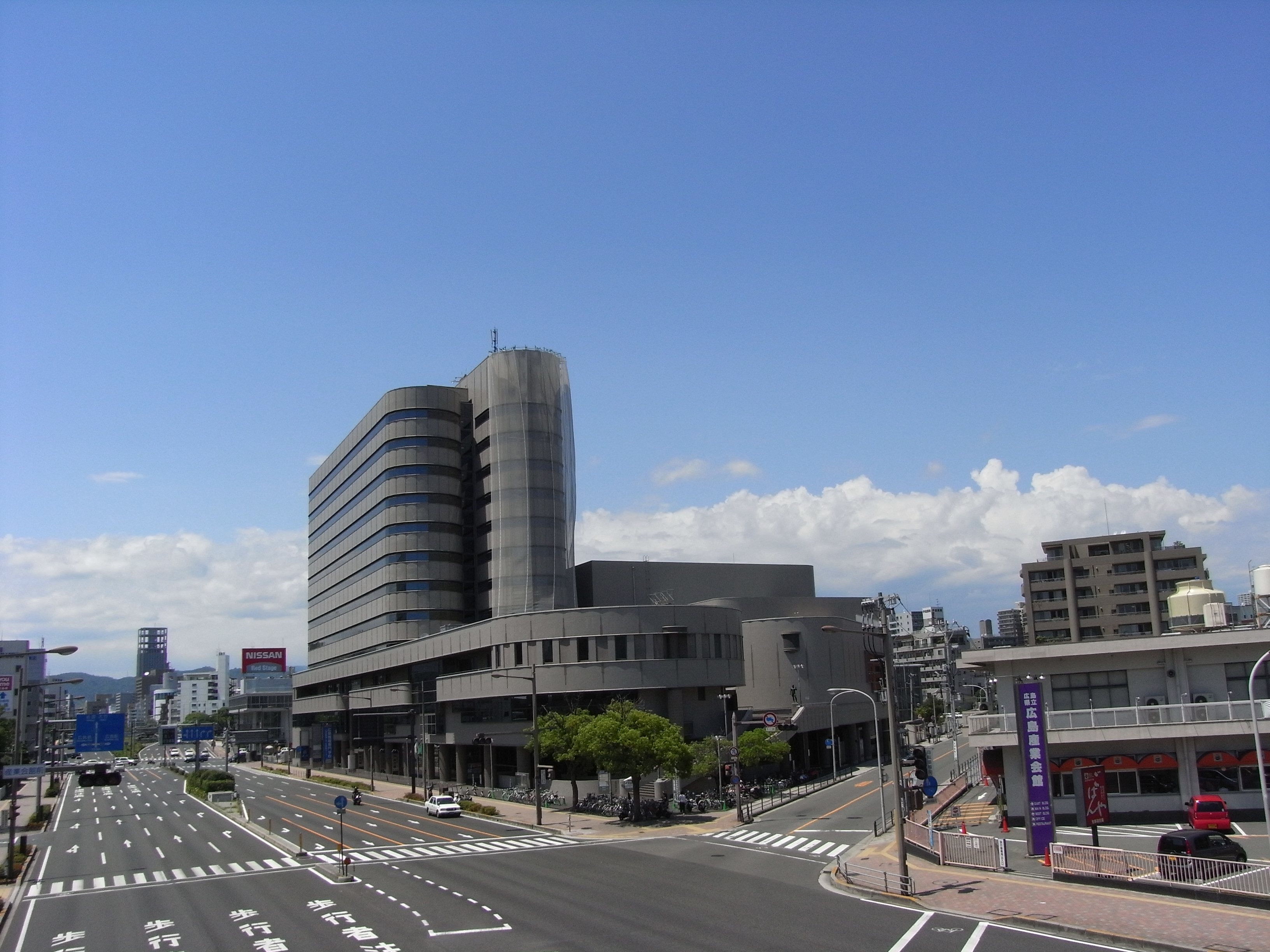
南区図書館
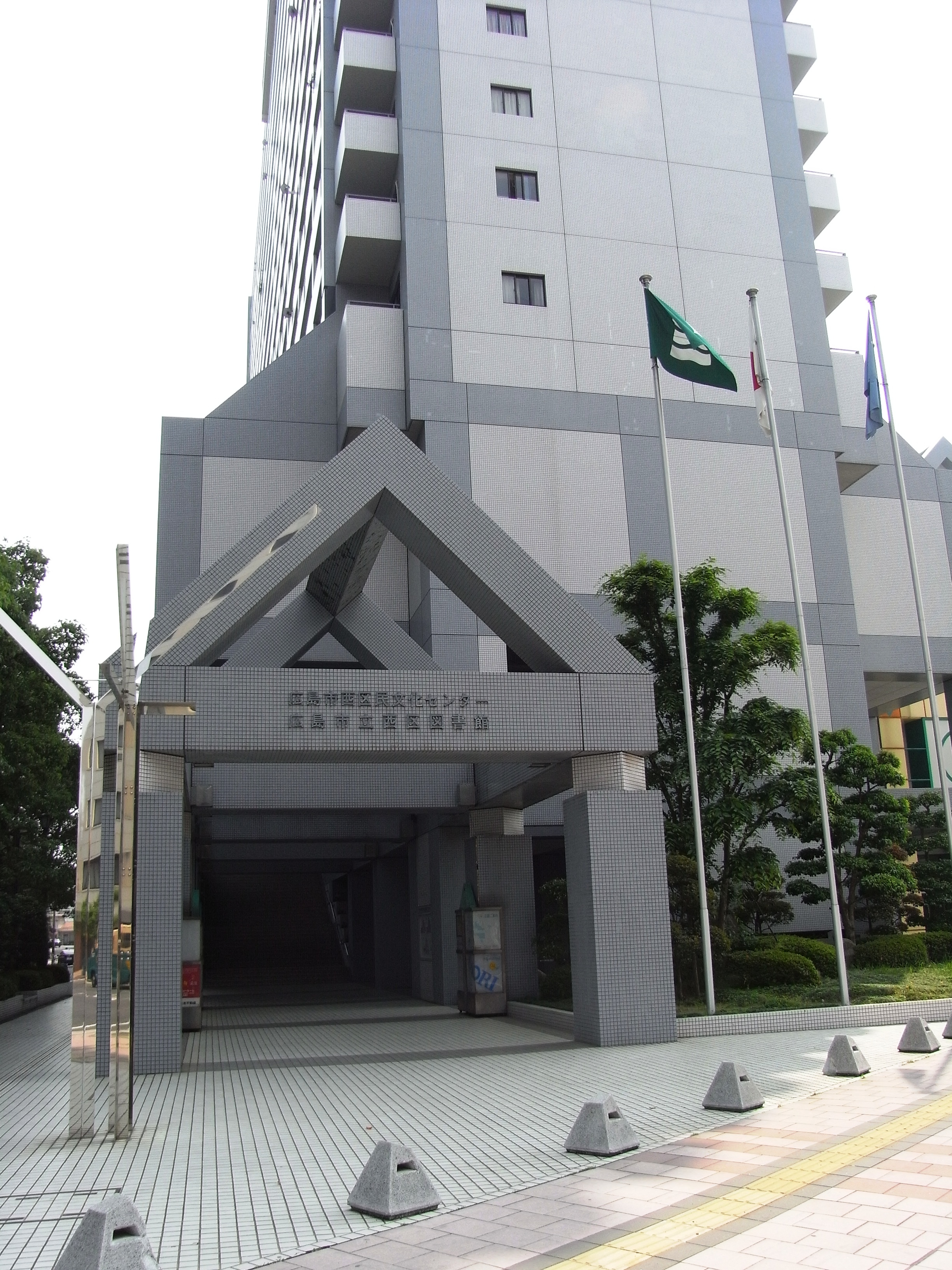
西区図書館
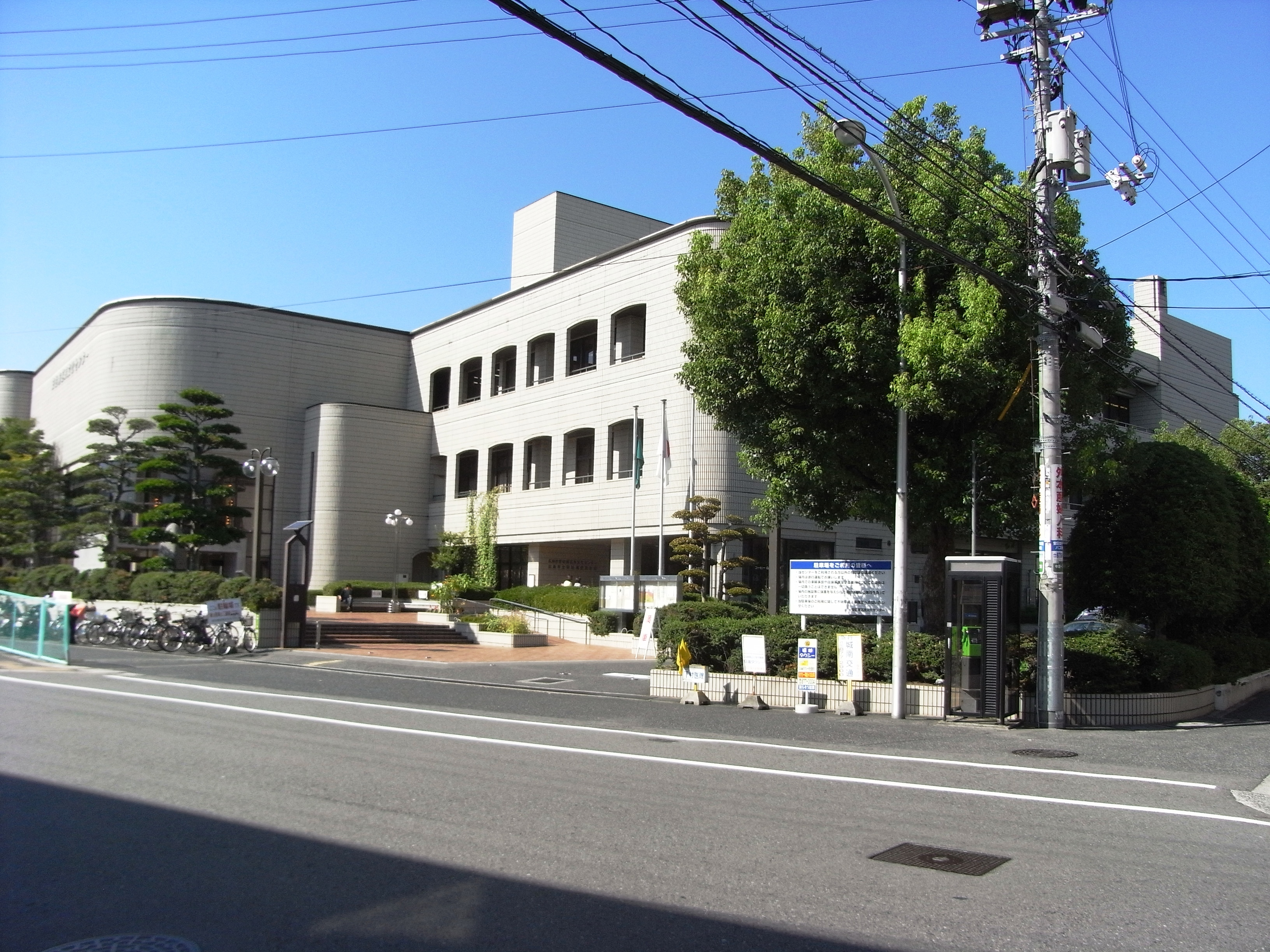
安佐南区図書館
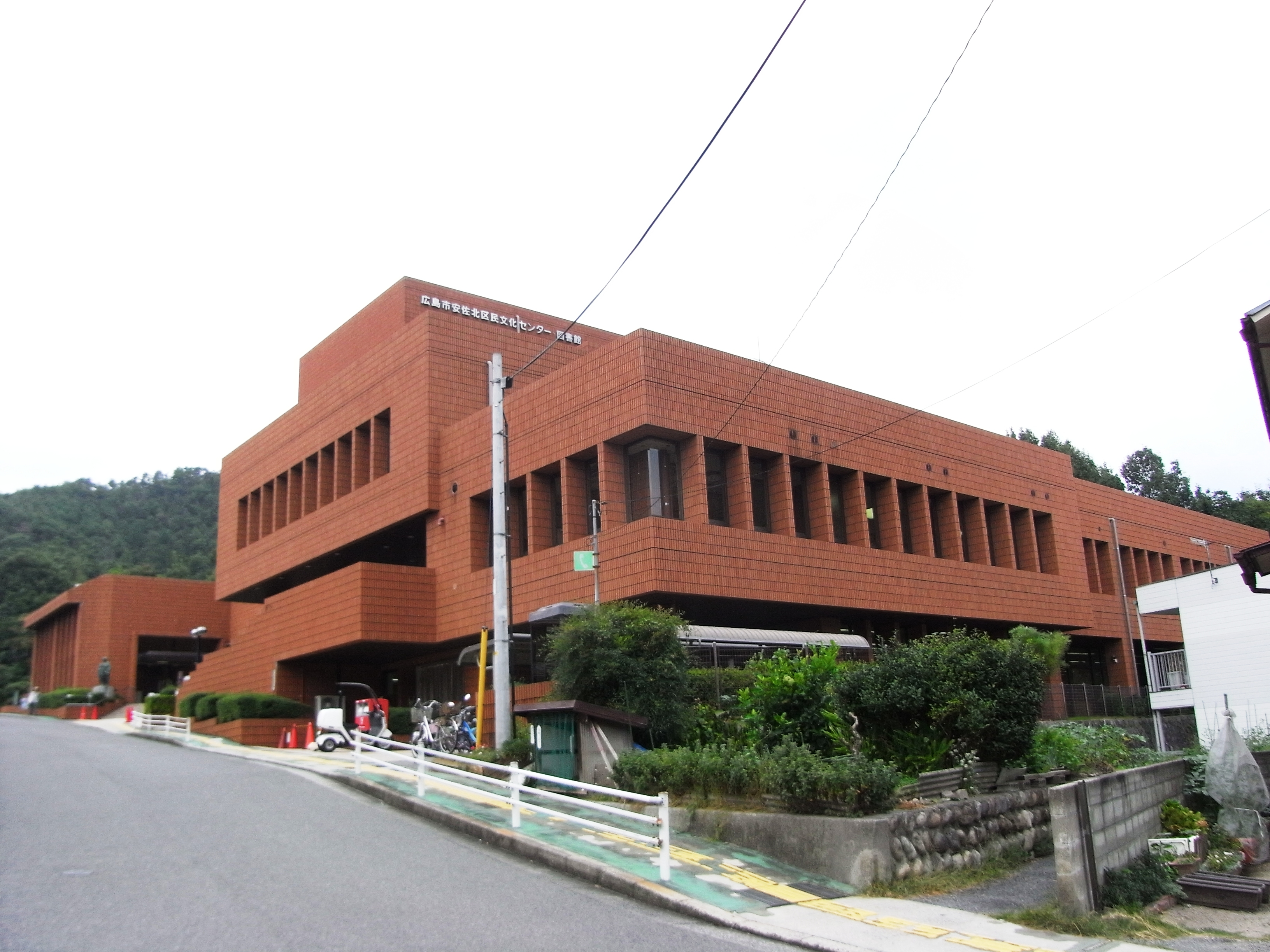
安佐北区図書館
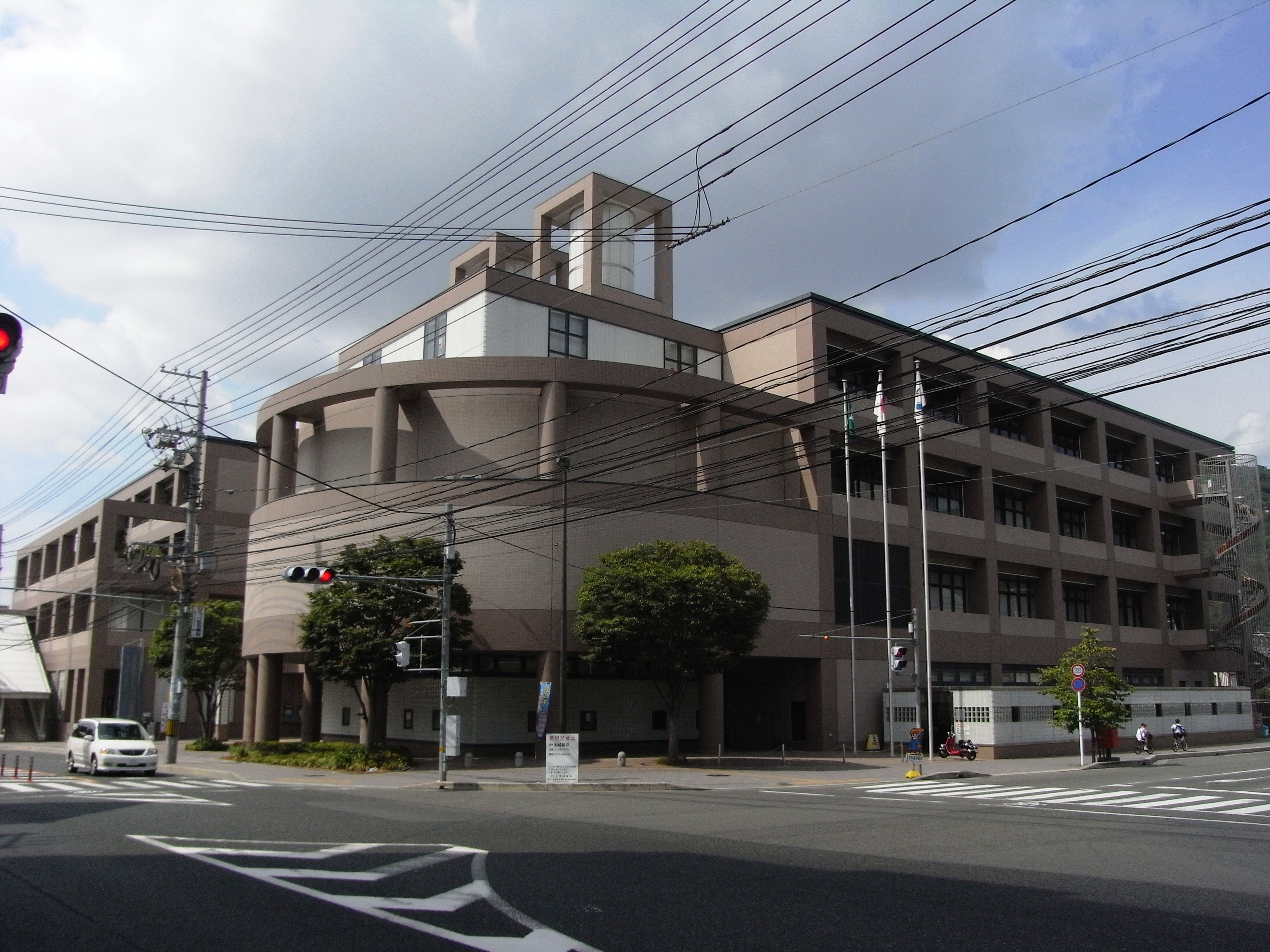
安芸区図書館
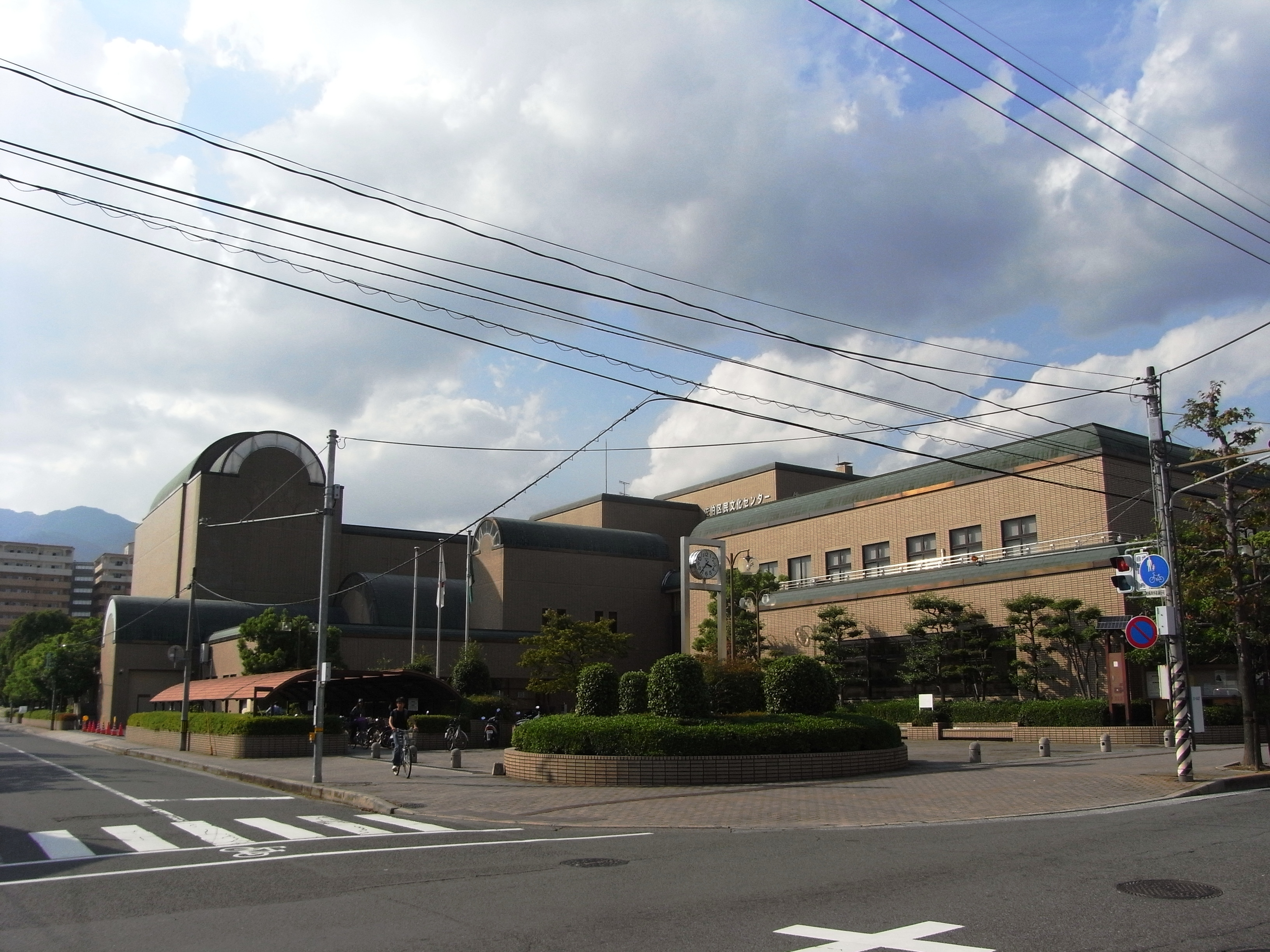
佐伯区図書館
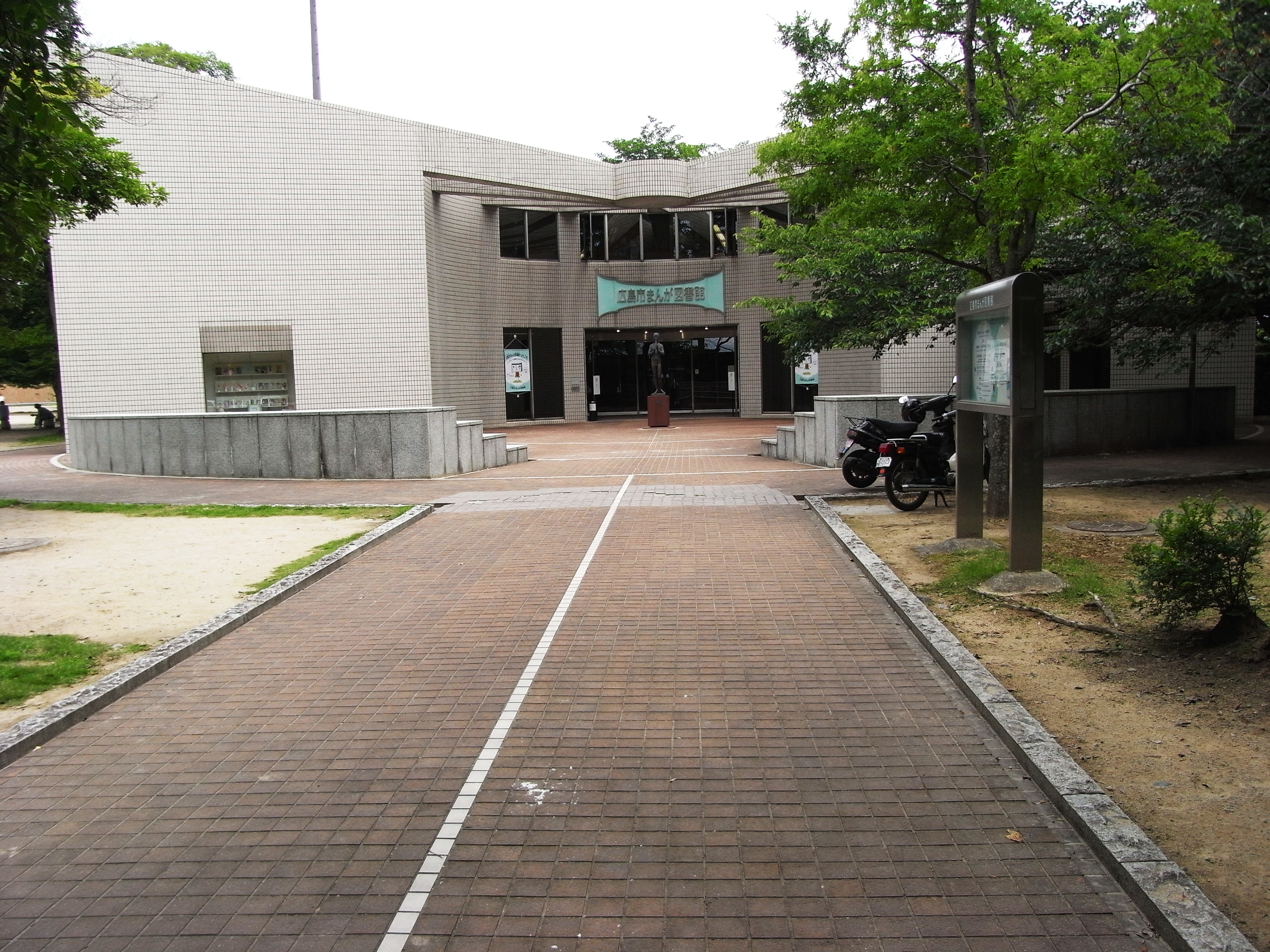
まんが図書館
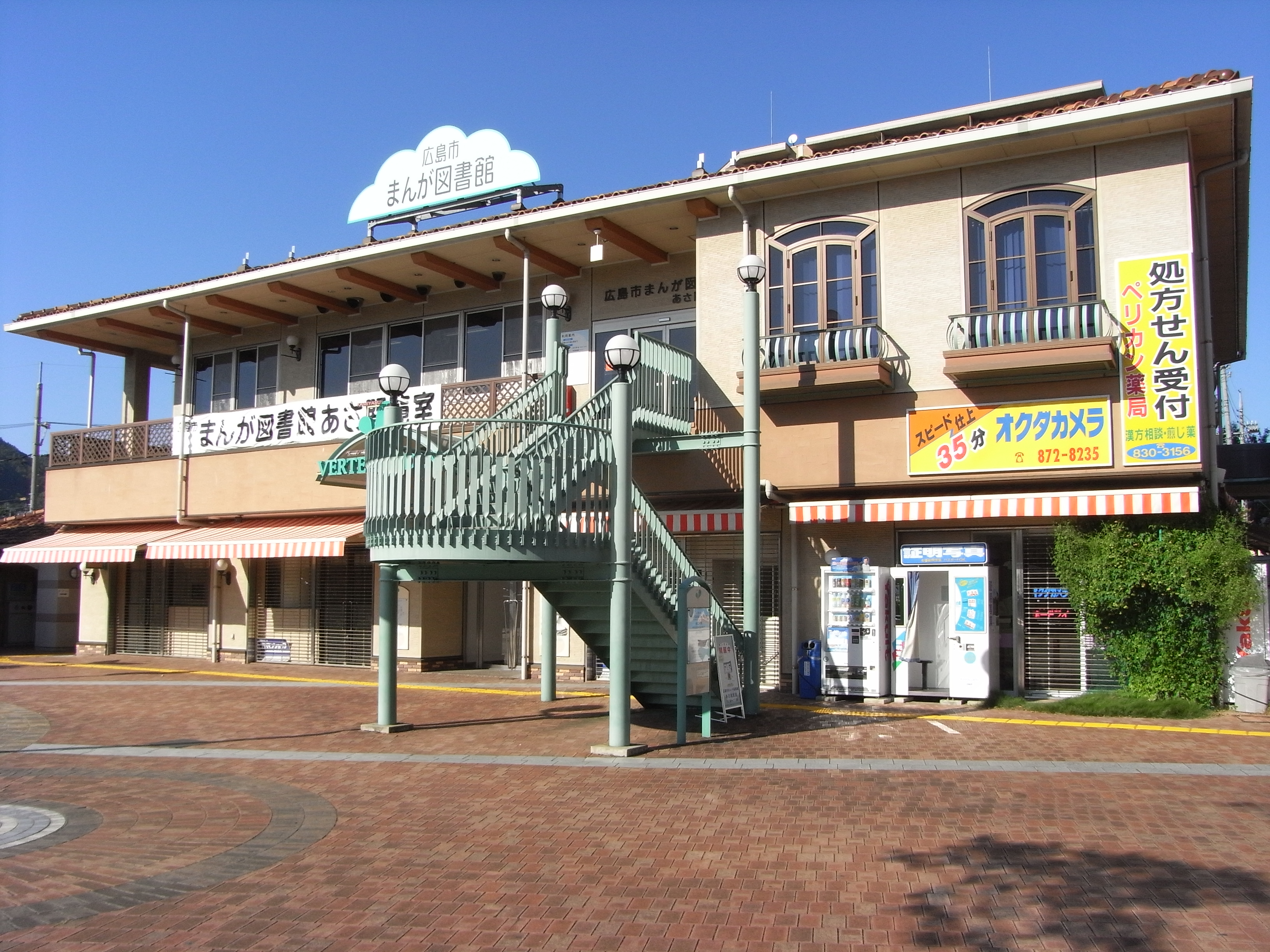
あさ閲覧室
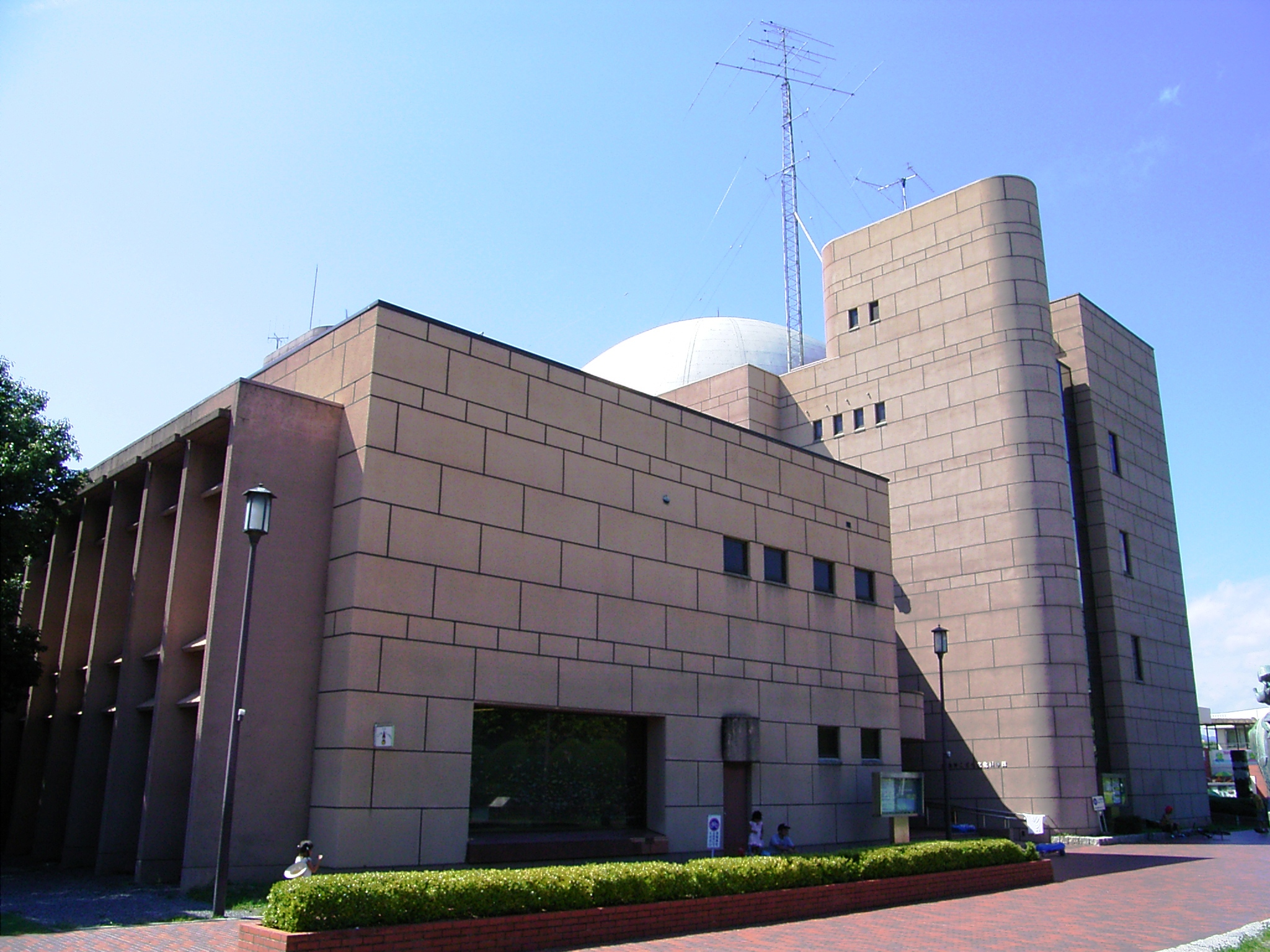
こども図書館
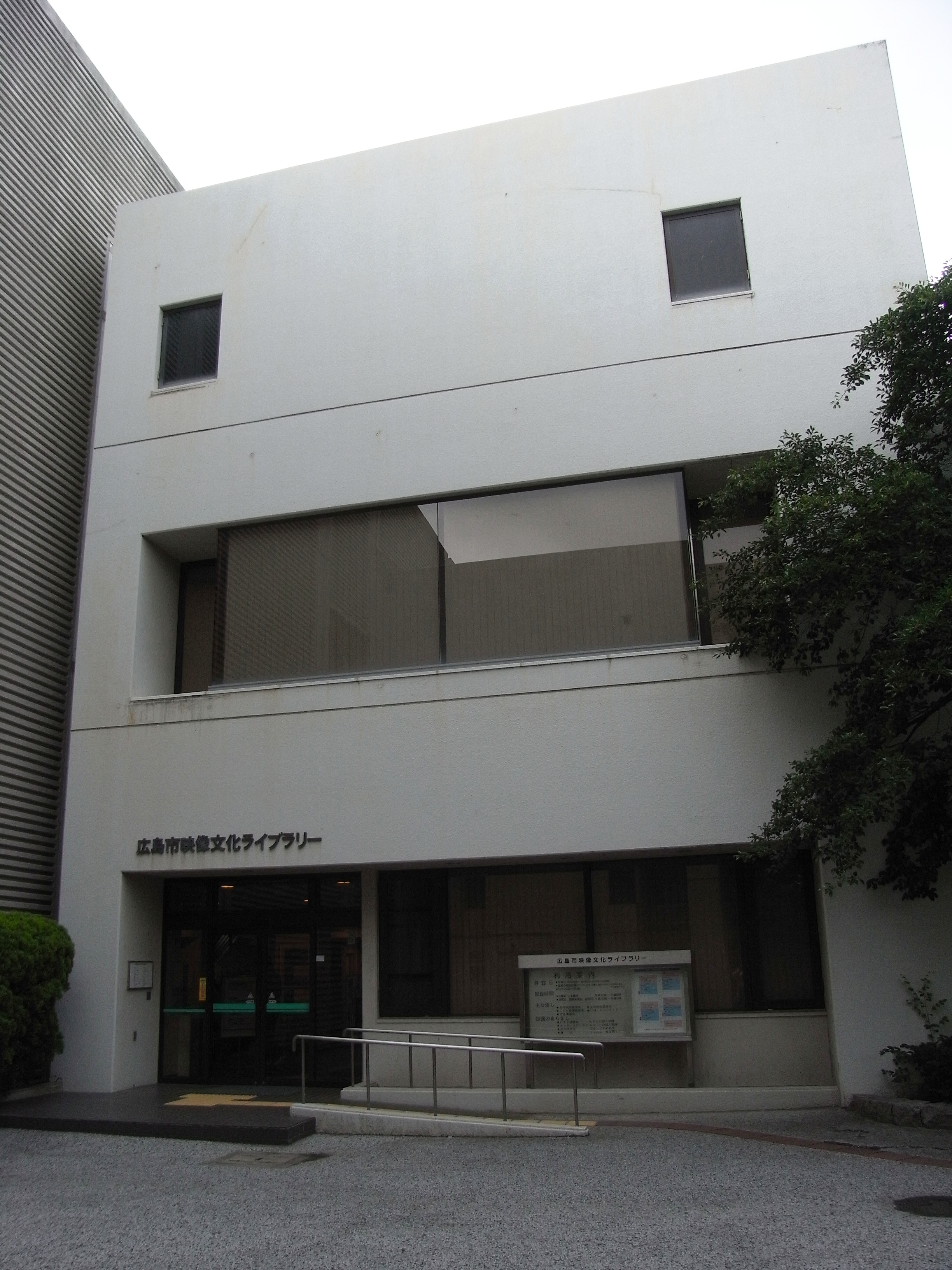
映像文化ライブラリー

また広島市立図書館では、図書館が遠い市民のために、毎月1回のペースで移動図書館のともはと号による貸し出しサービスを行っている。
車両にない書籍に関しては、リクエストする事で確保した時に貸し出す様にしている。巡回していない時は、広島市立中央図書館にある駐車場に泊めている。

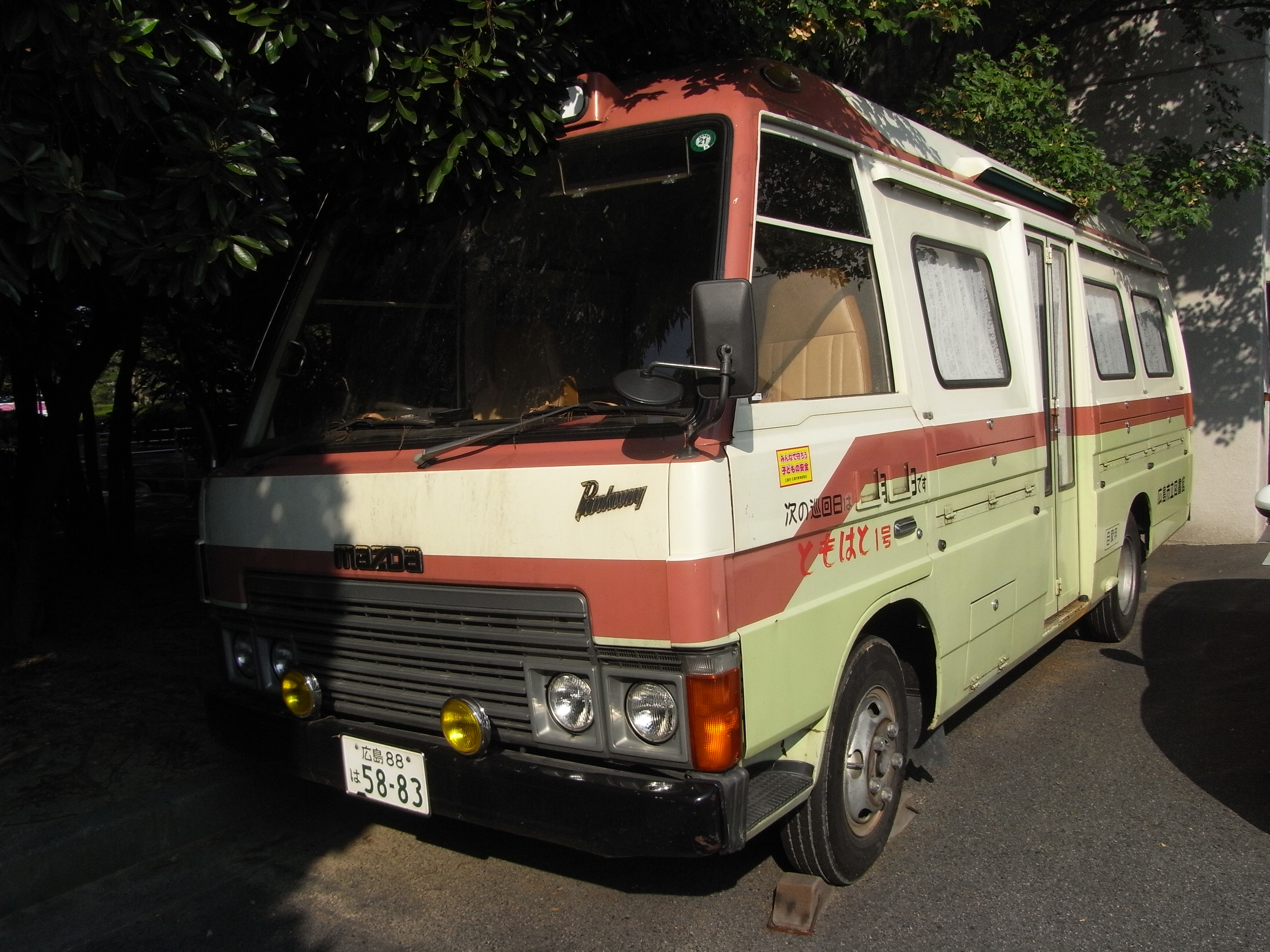
以前のともはと号
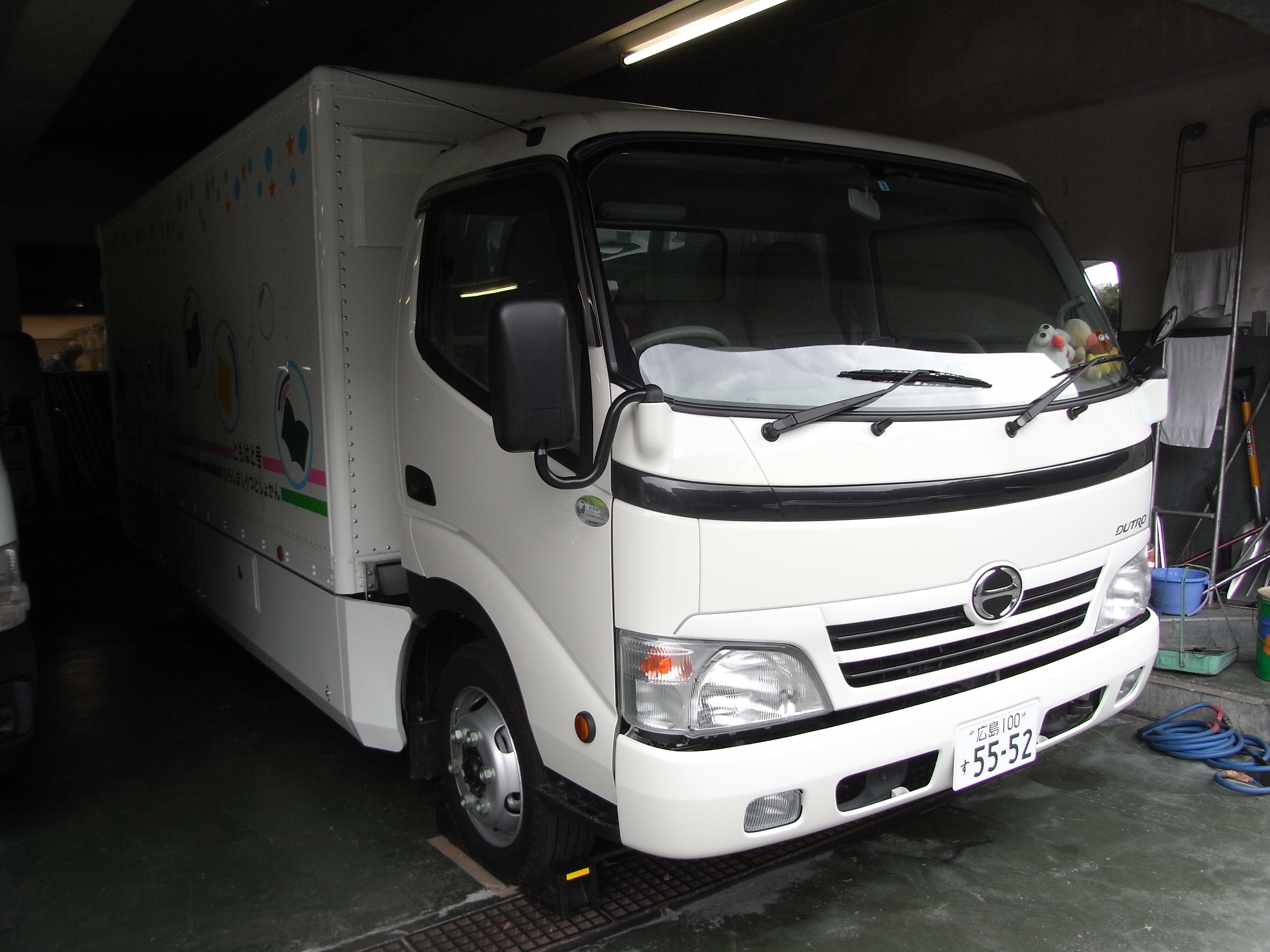
現在のともはと号

## 利用情報
全館で最大10冊、最長2週間借りることができる（移動図書館は最大20冊、次回の巡回時まで）。各館共通図書館利用券（移動図書館は専用の利用券）での利用となる。
広島市合併時から2014年のシステム統合まで、広島市立佐伯区図書館 湯来河野閲覧室では独自の利用券を利用していたが、2014年3月1日から各館共通図書館利用券が利用できるようになった。
広島市に在住する人及び、広島市に通勤・通学している人が利用することができる。
また、図書館の広域利用に関する申し合わせ事項を結んでいる、呉市、竹原市、三原市、大竹市、東広島市、廿日市市、安芸高田市、江田島市、岩国市、柳井市、安芸太田町、北広島町、府中町、海田町、熊野町、坂町、大崎上島町、世羅町、周防大島町、和木町、上関町、平生町、浜田市、美郷町、邑南町（主に広島都市圏の連携中枢都市圏（経済圏）内）に在住する人も利用できる。
広島市立図書館を利用するときは、図書館の広域利用に関する申し合わせ事項を結んでいる地区の人も広島市立図書館の利用券を作成する必要がある。
また、広島市民も他の市立及び町立の図書館を利用するときには、その図書館の利用券を作成する必要がある。